# Der Moderne Bund
Der Moderne Bund (eigentlich: Moderner Bund) war die erste wichtige Künstlergruppierung der Schweiz. Sie wurde im Oktober 1911 durch Hans Arp, Walter Helbig und Oscar Lüthy in Weggis gegründet. Bald nach der Gründung kamen Reinhold Kündig, Wilhelm Gimmi, Hermann Huber, Paul Klee, Albert Pfister und Emil Sprenger (1883–1966) dazu. Das Ziel war, wie beim zeitgleich formierten Münchner Blauen Reiter, die avantgardistische Kunst bekannter und zugänglicher zu machen.
Im Frühjahr und Sommer 1914 wurden Werke in einer Wanderausstellung in München, Berlin, Hamburg, Frankfurt am Main und Kiel gezeigt.